# Will Byers
William "Will" Byers, thường được gọi là Will, là nhân vật chính trong loạt phim truyền hình khoa học kinh dị Cậu bé mất tích, do diễn viên Noah Schnapp thủ vai.